# Бак, Ганс-Ульрих
Ганс-Ульрих Бак (нем. Hans-Ulrich Back; 26 августа 1896 — 14 февраля 1976) — немецкий военачальник, генерал-майор вермахта, командующий несколькими танковыми дивизиями во время Второй мировой войны. Кавалер Рыцарского креста Железного креста, высшего ордена нацистской Германии.

## Награды
- Железный крест (1914)
  - 2-го класса (14 ноября 1914)
  - 1-го класса (25 июля 1915)
- Нагрудный знак За ранение (1914)
  - в чёрном
  - в серебре (15 апреля 1918)
- Почётный крест ветерана войны (9 ноября 1934)
- Медаль «В память 13 марта 1938 года» (8 ноября 1938)
- Медаль «В память 1 октября 1938 года»
- Железный крест (1939)
  - 2-го класса (27 сентября 1939)
  - 1-го класса (20 октября 1940)
- Медаль «За зимнюю кампанию на Востоке 1941/42»
- Нагрудный знак За танковую атаку
- Рыцарский крест Железного креста (5 августа 1940)
- Упомянут в Вермахтберихте 31 января 1944 года